# الدوري المولدوفي الوطني 2001–02
الدوري المولدوفي الوطني 2001–02 هو الموسم 11 من  الدوري المولدوفي الوطني. أقيم خلال الفترة 28 يوليو 2001 وحتى 15 يونيو 2002، والذي يشرف على تنظيمه اتحاد مولدافيا لكرة القدم، وكان عدد الأندية المشاركة فيه  8، وفاز فيه نادي شريف تيراسبول.